# Alessio Chiodi
Alessio Chiodi (né le 17 mars 1973 à Salò, dans la province de Brescia, en Lombardie) est un pilote de motocross italien.

## Biographie
Débutant dès l'âge de six ans en minimoto, Alessio Chiodi obtient son premier titre senior en Italie à l'âge de seize ans. Puis, après avoir deux fois échoué à la deuxième place mondiale en 125 cm3 en 1994 et 1995, il obtient enfin la consécration mondiale en 1997, titre qu'il confirme dès la saison suivante. L'année 1999 est également récompensée d'un titre mondial. À ce titre, il ajoute également une victoire avec l'équipe d'Italie lors du motocross des nations avec Andrea Bartolini et Claudio Federici.
Les années suivantes sont marqués par des blessures.

## Palmarès
- champion du monde 125 cm3 en 1997, 1998, 1999
- Vice-champion du monde 125 cm3 1994, 1995
- motocross des nations 1999 (avec Andrea Bartolini et Claudio Federici)